# ۹۱۲ (خورشیدی)
۹۱۲ نهصد و دوازدهمین سال هجری خورشیدی است.